# 勅使河原可海
勅使河原 可海（てしがわら よしみ、1942年（昭和17年） - ）は、日本の計算機科学者。

## 経歴・人物
中国・北京市で生まれる。名古屋工業大学、東京工業大学修士課程を経て、1970年（昭和45年）東京工業大学博士課程修了。同年、日本電気（NEC）に入社し、コンピュータネットワーク、無線パケット通信、OSI通信、情報通信ネットワークの研究開発やISO等の国際標準化活動に従事する。1974年（昭和49年）から2年間、ハワイ大学客員研究員を務める。1991年から1993年にかけて情報処理学会理事。1992年（平成4年）日本電気主席技師長となった。1995年（平成7年）創価大学工学部教授となり、その後同大工学部コンピュータセンター長、工学部長、大学院研究科長、研究開発国際連携推進センター長などを歴任した。